# Cheilanthes hispanica
Cheilanthes hispanica is een varen uit de lintvarenfamilie (Pteridaceae), afkomstig uit het westelijk Middellandse Zeegebied.

## Naamgeving enetymologie
- Frans: Cheilanthès d'Espagne

De botanische naam Cheilanthes is afgeleid van het Oudgriekse χεῖλος (cheilos), "lip" of "rand" en ἄνθος (ánthos), "bloem", naar de sporenhoopjes die op de rand van het blad gelegen zijn. De soortaanduiding hispanica is een bijvoeglijk naamwoord in het klassieke Latijn voor Spaans.

## Kenmerken
Cheilanthes hispanica is een kleine varen met een korte, rechtopstaande rizoom bezet met kleurloze schubben, en in bundels geplaatste bladen, met een glanzende, donkerbruine bladsteel, twee- tot viermaal zo lang als de bladschijf. De bladschijf is driehoekig, driemaal geveerd, met afgeronde, ovale tot lancetvormige bladslipjes, aan de bovenzijde onbehaard, aan de onderzijde bezet met bruine, viltige haren.
De sporenhoopjes staan aan de onderzijde langs de rand van de blaadjes, beschermd door het pseudoindusium, een omgekrulde, onderbroken vliezige strook van de bladrand. Er zijn geen echte dekvliesjes.

## Habitaten verspreiding
C. hispanica is een lithofytische varen die een voorkeur heeft voor warme en zonnige rotsspleten in kwartsiet en zandsteen.
Hij komt voor in het westelijk Middellandse Zeegebied (onder meer in Zuid-Frankrijk, de Balearen en het vasteland van Spanje).
... · C. acrostica · C. guanchica · C. hispanica · C. maderensis · C. micropteris · C. pulchella · C. tinaei · ...